# پژچوو (استان اوپوله)
پژچوو (به لهستانی: Przeczów) یک منطقهٔ مسکونی در لهستان است که در گمینا نامسووو واقع شده‌است.